# 2014 في تركيا
فيما يلي قوائم الأحداث التي وقعت خلال عام 2014 في تركيا.

## أحداث
- 30 مارس – الانتخابات البلدية التركية 2014
- 10 أغسطس – الانتخابات الرئاسية التركية 2014
- 13 مايو – كارثة منجم صوما

## سياسة

### تعيين في المنصب
- 28 أغسطس – أحمد داوود أوغلو رئيس وزراء تركيا.
- 28 أغسطس – رجب طيب أردوغان رئيس تركيا.

### انتهاء فترة المنصب
- 28 أغسطس – رجب طيب أردوغان رئيس وزراء تركيا.
- 28 أغسطس – عبد الله غل رئيس تركيا.

## رياضة
- 1 يناير – طواف تركيا 2014 الفائز آدم ييتس.

## أفلام
من الأفلام التي صدرت هذه السنة في تركيا:
- 16 مايو – البيات الشتوي من إخراج سيامك شايقي، نورى بيلجى جيلان.

## برامج ومسلسلات وأنمي
- الهارب
- القبضاي
- العشق الأسود
- الانتقام
- الرحمة
- حرب الورود
- مد جزر
- حريم السلطان
- موسم الكرز
- سعيد وشورى
- زهرة القصر
- بين نارين

## وفيات

### يناير
- 29 يناير – عايشه نانا (مواليد 1936)

### يونيو
- 16 يونيو – عائشة شعشع (مواليد 1941) كاتبة سيناريو تركية.

### يوليو
- 22 يوليو – سيفدا شينير (مواليد 1928)